# Fall in Line
Fall in Line è un singolo della cantautrice statunitense Christina Aguilera, pubblicato il 16 maggio 2018 come secondo estratto dall'ottavo album in studio Liberation. Il brano ha visto la collaborazione della cantautrice statunitense Demi Lovato.
Il brano è stato candidato ai Grammy Awards 2019 nella categoria alla miglior interpretazione pop di un duo o un gruppo.

## Video musicale
Il 16 maggio 2018 è stato pubblicato sul canale Vevo-YouTube della cantante un lyric video del brano. Il 23 maggio, sempre sul suo canale Vevo-YouTube, l'artista ha pubblicato il videoclip ufficiale del brano, diretto da Luke Gilford.

## Classifiche
| Classifica (2018) | Posizione massima |
| ----------------- | ----------------- |
| Canada            | 97                |
| Cile              | 65                |
| Francia           | 130               |
| Portogallo        | 69                |
| Regno Unito       | 99                |
| Stati Uniti       | 101               |
| Svizzera          | 86                |
| Ungheria          | 17                |